# Stará Plesná

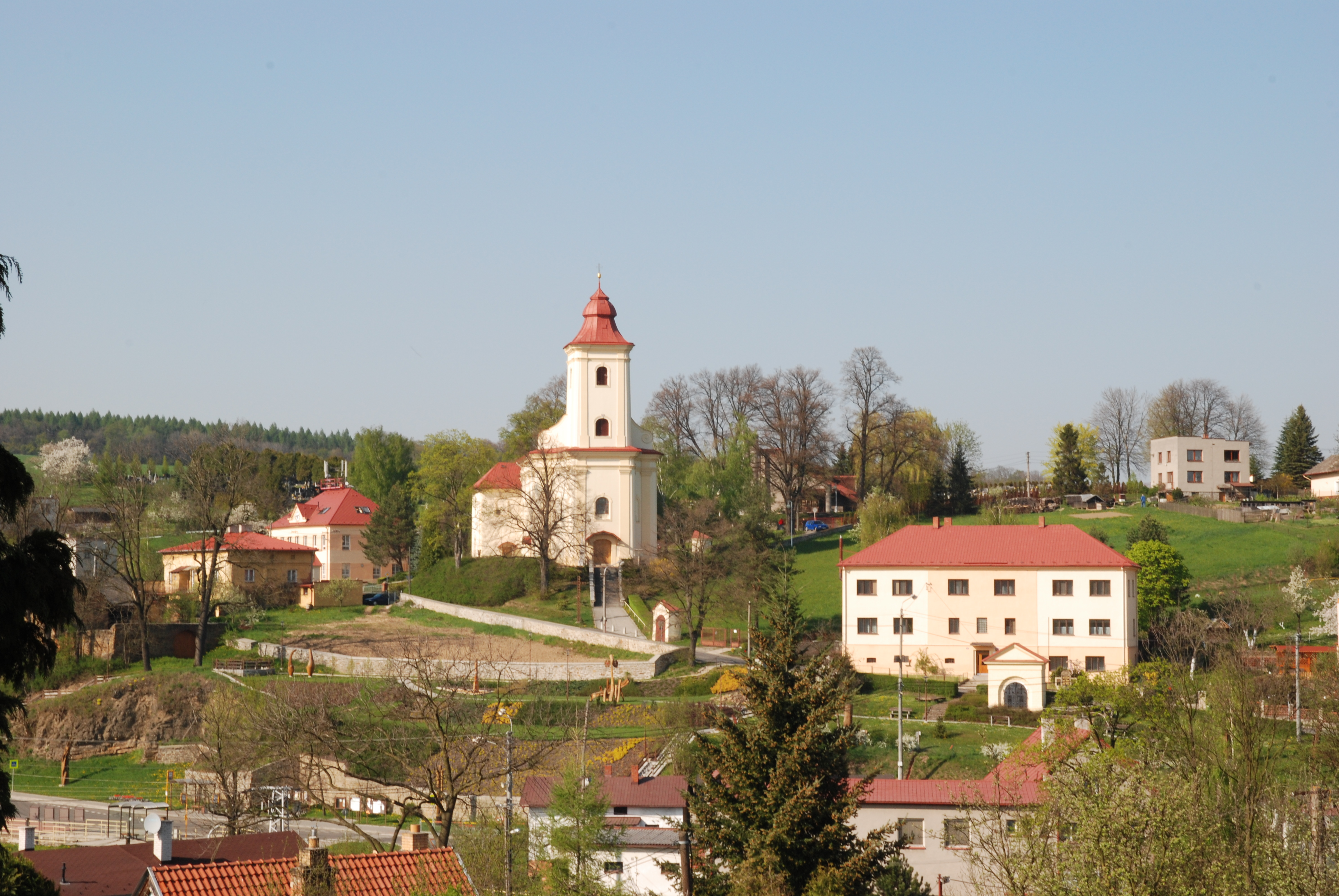
Blick zur St. Jakobkirche in Stará Plesná

Ortswappen von Plesná

Stará Plesná (deutsch Alt Pleßna) ist neben Nová Plesná ein zum Stadtbezirk Plesná gehöriger Stadtteil der Stadt Ostrava in Tschechien. 

## Geographische Lage
Der Ort liegt etwa 15 km nordwestlich des Stadtzentrums von Ostrava. 

## Geschichte
Die erste schriftliche Erwähnung des Dorfes stammt vom 17. Dezember 1255 in Verbindung mit dem Kloster in Žďár nad Sázavou Seit dem 15. Jahrhundert verfügt das Dorf über eine eigene Pfarrei. Nachdem in der Nähe von Plesná 1789 ein neues Dorf – Nová Plesná – gegründet worden ist, setzte sich für Plesná der Ortsname Stará Plesná durch. Im Jahr 1850 schlossen sich Stará und Nová Plesná zusammen.
Ab 1938/39 lag Alt Pleßna als Ortsteil der selbstständigen Gemeinde Pleßna im Reichsgau Sudetenland, Landkreis Wagstadt, Regierungsbezirk Aussig. Hier lebten im Jahre 1939 675 Einwohner.
Im Zweiten Weltkrieg wurde die Gemeinde am 26. April 1945 von der Roten Armee befreit und gehörte danach wieder zur Tschechoslowakei. Nahezu alle deutschen Bewohner wurden aus dem Ort vertrieben und enteignet.
Bis zum 24. April 1976 war der Ort Plesná eine unabhängige Gemeinde und wurde dann Teil des Stadtbezirks Poruba.

## Sehenswürdigkeiten
- Barocke St. Jakobkirche und Kapelle aus der ersten Hälfte des 19. Jahrhunderts, an der Stelle einer ursprünglichen Holzkirche